# 小林豊 (アナウンサー)
小林 豊（こばやし ゆたか、1965年8月17日 - ）は、TBSテレビ海外事業開発部担当部長。元アナウンサー。
気象予報士と防災士の資格を保持していることから、アナウンサー時代の後期（2002年4月 - 2019年6月）に、全国向けのテレビ番組で週末の早朝に放送される天気予報を「気象予報士」という肩書で定期的に担当した。
1989年に入社、以来変わらない短髪と褐色の肌が特徴である。童顔で小柄な体躯から、アナウンサー時代は著名な子供向け探偵小説の主人公に倣い「小林少年」の愛称で親しまれた。
愛知県名古屋市緑区の出身で、趣味はサックス演奏、サーフィン、スノーボード。

## 来歴・人物
小学4年から中学1年までフィリピンのマニラで過ごす。南山高等学校、東京外国語大学外国語学部ロシア語学科卒業。在学時はフェンシング部に所属。1989年4月に東京放送（TBS、現TBSホールディングス〈TBSHD〉）にアナウンサー25期生として入社（同期は斎藤哲也、小笠原保子、福島弓子、原山理一郎）。
入社当初はTBSラジオの若者向け番組に出演することが多く、入社2年目に『スーパーギャング』のパーソナリティを務めた。テレビ宣伝番組『特番ナビゲーション』で第21回 '95アノンシスト賞テレビCM部門最優秀賞を受賞する。1991年に『クイズ&ゲーム太郎と花子』 （フジテレビ制作全国ネット番組）の「フジテレビ対TBS アナウンサー大会」に、TBSアナウンス部の代表として出演する。
『おはようクジラ』のリポーターに起用された1996年頃からテレビ番組へ頻繁に出演し、月曜から土曜まで週に6日生放送番組へレギュラー出演し、隔週月曜日に『関口宏の東京フレンドパークII』の収録に出演した。
気象予報士取得以後、『みのもんたのサタデーずばッと』（および同枠内の『JNNニュース』、2009年度のみ『THE NEWS』）で天気予報を担当する。同番組が終了後は、日曜日早朝の『JNNニュース』気象キャスターを務めた。以上の番組紹介テロップで「気象予報士・小林豊」と表記した。レギュラー番組休演時や異常気象の発生時なども、ほかの番組へ気象予報士として出演はなかった。
スペインに「ピカソに刺青を入れてもらった人」を探しに行った際、自身が「ピカソに刺青を入れてもらった人」として地元メディアから逆取材された。2001年1月1日に北京から衛星生中継した日本・中国・韓国のアジア3か国共同企画『DOMINO2001』で、ドミノ倒しギネス世界新記録の実況に立ち会った。
レギュラー出演する『2時っチャオ!』を2008年9月に降板以後、BS-TBSの冠番組や「TBSアナウンススクール」で講師などを担当しながら、気象予報士として2019年6月23日まで日曜早朝の『JNNニュース』で天気予報を担当した。2014年度ナイターオフにTBSラジオ『OLERA』で木曜日の中継リポーターに起用され、ラジオ番組のレギュラー出演を再開する。2015年10月から通年放送の『土曜ワイドラジオTOKYO ナイツのちゃきちゃき大放送』で、生中継企画「小林豊のTOKYO潜入大作戦」でリポーターを番組開始当初から務めた。
2019年6月29日の『ナイツのちゃきちゃき大放送』出演中に、7月1日付で（=2日後に）アナウンス部から異動することを公表した。異動先は同日新設の部署で、アナウンサーとして「まさにこれで廃業ということ」「二度とマイクを持つことはないかと思います」「二度と喋るかよTBS」と、この出演を最後にアナウンサーを終えることを明言した。最後に赤坂サカスの中心で以下宣言し、CM明けに共演者の出水麻衣アナウンサーと土屋伸之（ナイツ）がスタジオで涙した。
7月1日にアナウンス部からメディアビジネス局へ異動したのちも『東京フレンドパーク』のスペシャル版などに「小林豊」名義で出演した。
TBSテレビ海外事業開発部担当部長。結婚式の司会や、TBSアナウンサー採用試験官なども務めた。

## アナウンサー時代の出演番組

### テレビ
- 噂の!東京マガジン（1989年10月）[6]
- アッコにおまかせ!（1991年4月 - 1992年9月）進行アナ・一部コーナー実況を担当
- DUNK（1993年）[9][6]
- 関口宏の東京フレンドパークII（1994年4月 - 2011年3月）2代目・従業員 一部アトラクション実況[6]
  - 実況担当時のテロップは「小林少年」。
- オールスター感謝祭（1994年春 - 2001年春まで一部競技の実況担当、1991年秋に「アッコにおまかせ!」での解答者として出演、2001年秋に「エクスプレス」での解答者として出演）
- 特番ナビゲーション（1995年） - 第21回'95アノンシスト賞テレビCM部門最優秀賞受賞。[6]
- おはようクジラ（1996年6月 - 12月）リポーター[6]
- 2時っチャオ!（2006年10月 - 2008年9月）もっとわかっチャオ!
- ビッグモーニング「噂のなんじゃもんじゃ」リポーターなど
- JNNニュースの森「新・噂のなんじゃもんじゃ」リポーター[9][6]
- エクスプレス（2000年2月 - 2002年3月）メインキャスター[9]
- 草野満代の朝なま報道局天気予報
- TIME OVER（2000年、当時のBS-i）[9]
- （特）情報とってもインサイト（2004年9月 - 2005年3月）夕刊コーナー
- きょう発プラス!（2005年3月 - 2006年9月）きょう発プラスアルファ
- デジ屋台
- みのもんたのサタデーずばッと→サタデーずばッと（天気予報、内包番組『JNNニュース』〈2009年4月 - 2010年3月は『THE NEWS』〉も含む）[注釈 2]
- 愛しの仕事さま。（当時のBS-i）司会進行
- 世紀のワイドショー!ザ・今夜はヒストリー『褐色のウェザーボーイ』の特集担当
- ニュース少年探偵団（BS-TBS、2012年4月15日 - 2014年9月21日）
- JNN NEWS（日曜6:45 - 7:00、2014年4月 - 2019年6月23日）天気予報※全国ネット+関東ローカル[注釈 3]
- 伊達な旅紀行〜いいトコ!みやぎ（BS-TBS、2010年5月3日 - 2019年7月29日）ナレーション
- 関口宏の東京フレンドパーク ドラマ大集合SP!! （2017年1月 - 2021年1月）従業員として実況・応援団長[注釈 4]を務めていた。アナウンス業廃業後も引き続き担当していた。

### ラジオ
- 音泉（パーソナリティ）
- スーパーギャング（1990年4月 - 1991年9月）パーソナリティ[9][6]
- 土曜ワイド 吉田照美のハッピーTOKYO（1990年4月 - 1991年4月）リポーター[6]
- ヤンアナジョッキー（1992年）[6]
- サンデー・エステティック・ミュージック（1992年）[6]
- NEXT STAGE（1993年）[6]
- 恋する電リクBINGO BONGO（1994年10月 - 1995年9月）パーソナリティ[6]
- Yo!Ho!（1995年）パーソナリティ[9][6]
- 赤坂ライブ
- MITSUBISHI MOTORS BEAT NAVIGATION MEET THE BLITZ（1996年4月 - 1997年3月）BLITZリポーター[9][6]
- ストリーム内 いいトコ!みやぎ
- OLERA（TBSラジオ、2014年10月2日 - 2015年3月26日）木曜日リポーター
- SURF&SNOW 2010[注釈 5]
- 土曜ワイドラジオTOKYO ナイツのちゃきちゃき大放送（2015年10月 - 2019年6月29日）生中継リポーターとして「小林豊のTOKYO潜入大作戦」を担当[8][7]

### 映画
- アイス・エイジ2（2006年4月22日）